# 마법사의 약속
《마법사의 약속》(魔法使いの約束)은 coly가 개발한 스마트폰 게임이다.

## TV 애니메이션
2025년 1월부터 3월까지 애니메이션화가 방영되었다.